# 35-я отдельная бригада морской пехоты
35-я отдельная бригада морской пехоты имени контр-адмирала Михаила Остроградского (укр. 35-та окрема бригада морської піхоти імені контрадмірала Михайла Остроградського), сокращённо 35 ОБрМП, также известная как в/ч А0216, — соединение морской пехоты Украины. Находится в ведении Командования Морской пехоты ВМС Украины.
Сформирована в 2018 году на базе воинских частей, —  137-й отдельный батальон морской пехоты и  32-й артиллерийский полк.
Место базирования — село Дачное.

## История
Бригада формировалась в течение 2018 развертыванием из 137-го батальона. Место базирования — село Дачное Одесская область. Строится новый военный городок. Осенью 2018 года бригада начала активный набор новобранцев на военную службу по контракту. Отбор кандидатов для нее определен как одно из приоритетных направлений во время набора на военную службу по контракту для военных комиссариатов Украины и вербовочных центров Военно-Морских Сил..
В ноябре 2018 года военные бригады и курсанты факультета морской пехоты прошли испытания и составили Клятву морского пехотинца.
23 мая 2019 года во время празднования Дня морской пехоты Украины в Мариуполе бригада получила Боевой Флаг.
10 декабря 2019 в с. Дачное на территории военного городка был открыт мемориальный комплекс погибшим воинам 35-й отдельной бригады морской пехоты..
23 августа 2020 года, с целью восстановления исторических традиций национальной армии по названиям воинских частей, ввиду образцового выполнения поставленных задач, высокие показатели в боевой подготовке, а также по случаю Дня независимости Украины, Указом Президента Украины № 345/2020 бригаде присвоено почетно «имени контрадмирала Михаила Остроградского».
30 октября 2020 года в пункте постоянного базирования бригады официально введена в эксплуатацию новая казарма улучшенного планирования для контрактников. Двухэтажное общежитие рассчитано на 125 мест, а будут проживать в нем военнослужащие сержантского состава..

### Вторжение России на Украину
Принимает участие в боях на юге Украины с начала полномасштабного вторжения России на Украину. 
В 2022 году принимала участие в контрнаступлении в Херсонской области. В июле бригаде удалось закрепиться на левом берегу реки Ингулец, восточнее села Давыдов Брод, подготовив тем самым важный плацдарм для наступления. В районе села Костромка бригада столкнулась с 76-й дивизией ВДВ РФ.
В 2023 году участвует в контрнаступлении Украины на южнодонецком (мариупольском) направлении, освободила сёла Нескучное, Благодатное, Макаровка, Сторожевое, Старомайорское и Урожайное.

## Структура
- управление (в том числе штаб)
- 18-й отдельный батальон морской пехоты, А4210, пгт. Сарата
- 88-й отдельный батальон морской пехоты[укр.], А2613, г. Болград
- 137-й отдельный батальон морской пехоты, А3821, с. Дачное
- 1-й батальон морской пехоты
- танковый батальон
- бригадная артиллерийская группа:
  - батарея управления и артиллерийской разведки
  - гаубичный самоходно-артиллерийский дивизион
  - противотанковый артиллерийский дивизион
  - реактивный артиллерийский дивизион
- зенитный ракетно-артиллерийский дивизион
- ремонтно-восстановительный батальон
- группа инженерного обеспечения
- группа материального обеспечения
- разведывательная рота
- рота снайперов
- рота радиоэлектронной борьбы
- рота радиационной, химической, биологической защиты
- полевой узел связи
- медицинская рота

## Вооружение
На вооружении бригады находятся танки Т-80, ПТРК «Стугна-П», бронемашины «Варта», БТР-7 (БТР-70ДІ).

## Командование

### Командиры
- 2018 - 2021: полковник Палас Николай Дмитриевич
- С 2021: полковник Андриенко Юрий Александрович

### Начальники штаба
- До 2021: полковник Андриенко Юрий Александрович[17]